# Luckenkogel
Luckenkogel är en bergstopp i Österrike.   Den ligger i distriktet Lienz och förbundslandet Tyrolen, i den centrala delen av landet, 300 km väster om huvudstaden Wien. Toppen på Luckenkogel är 3 100 meter över havet, eller 201 meter över den omgivande terrängen. Bredden vid basen är 1,6 km.
Terrängen runt Luckenkogel är huvudsakligen bergig. Runt Luckenkogel är det ganska glesbefolkat, med 26 invånare per kvadratkilometer.. Närmaste större samhälle är Matrei in Osttirol, 10,6 km söder om Luckenkogel. 
Trakten runt Luckenkogel består i huvudsak av gräsmarker.